# Station Etna
Station Etna is een voormalig station in Etna in de gemeente Sør-Aurdal in fylke Innlandet in Noorwegen. Het station werd geopend in 1904, in 1989 werd het gesloten. 